# Yèbles
Yèbles is een gemeente in het Franse departement Seine-et-Marne (regio Île-de-France) en telt 588 inwoners (2005). De plaats maakt deel uit van het arrondissement Melun.
Yèbles kreeg in 2014 de eerste, vrouwelijke zwarte en islamitische vrouw als burgemeester in Frankrijk, met Marième Tamata-Varin.

## Geografie
De oppervlakte van Yèbles bedraagt 11,8 km², de bevolkingsdichtheid is 49,8 inwoners per km².
De onderstaande kaart toont de ligging van Yèbles met de belangrijkste infrastructuur en aangrenzende gemeenten.

## Demografie
Onderstaande figuur toont het verloop van het inwonertal (bron: INSEE-tellingen).